# Булык (Боханский район)
Булык (Булак) (бур. Булаг — ключ, родник) — деревня в Боханском районе Иркутской области России. Входит в состав Новоидинского муниципального образования. Находится примерно в 132 км к западу от районного центра.

## Население
| 2002 | 2010 | 2011 | 2012 |
| ---- | ---- | ---- | ---- |
| 173  | ↘132 | →132 | ↘128 |

По данным Всероссийской переписи, в 2010 году в деревне проживали 132 человека (56 мужчин и 76 женщин).